# Май-я-Мото
Май-я-Мото — вулкан на сході Демократичної Республіки Конго. Має висоту 950 м (3117 футів).

## Дивіться також
- Список вулканів Демократичної Республіки Конго